# درمانگاه روان‌پزشکی پین ویتنی
درمانگاه روان‌پزشکی پین ویتنی (انگلیسی: Payne Whitney Psychiatric Clinic) بیمارستانی در آپر ایست ساید منهتن در نیویورک بود که توسط موقوفهٔ پین ویتنی تأسیس شد. ویتنی تاجر آمریکایی و عضوی از خانواده با نفوذ ویتنی بود. یک بیمارستان مستقل هشت طبقه آزاد ساخته شد و وابسته به دانشکدهٔ پزشکی دانشگاه کرنل بود که اکنون پزشکی وایل کرنل نامیده می‌شود.